# Philodromus anomalus
Philodromus anomalus este o specie de păianjeni din genul Philodromus, familia Philodromidae, descrisă de Gertsch, 1934. Conform Catalogue of Life specia Philodromus anomalus nu are subspecii cunoscute.